# Імеретинська
Імеретинська — станиця в Краснодарському краї, центр Імеретинського сільського округу муніципального утворення місто Гарячий Ключ.
Населення понад тисячу жителів.
Станиця розташована в лісової передгірській зоні, у верхів'ях річки Марта (впадає в Краснодарське водосховище), за 20 км на схід від станиці Саратовська, в 25 rv східніше міста Гарячий Ключ.